# Tiziano Dall'Antonia
Tiziano Dall'Antonia (Vittorio Veneto, 26 juli 1983) is een voormalig Italiaans wielrenner. Hij was gespecialiseerd in tijdrijden.
Nadat zijn contract bij Cannondale niet werd verlengd moest Dall'Antonia voor het seizoen 2014 op zoek naar een nieuwe ploeg. Hierin leek hij niet te slagen, totdat hij eind mei een contract tekende bij Androni Giocattoli.

## Belangrijkste overwinningen

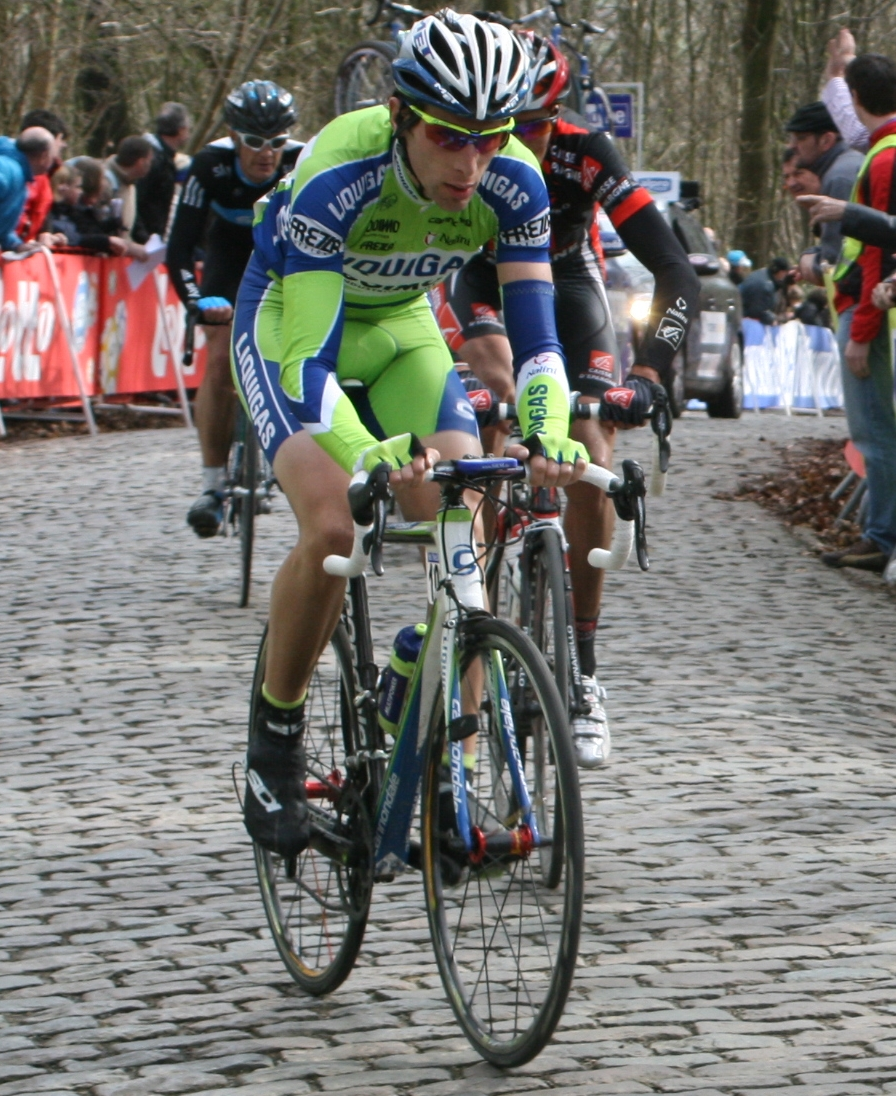
Tiziano Dall'Antonia tijdens Gent-Wevelgem 2010.

2005
Memorial Danilo Furlan
Coppa Città di Loniga
Trofeo Papa' Cervi
 Italiaans kampioen tijdrijden, Beloften
2007
Jongerenklassement Ronde van Luxemburg
2010
2e etappe Internationale Wielerweek (ploegentijdrit)
4e etappe Ronde van Italië (ploegentijdrit)

## Resultaten in voornaamste wedstrijden
| Jaar | Ronde van Italië | Ronde van Frankrijk | Ronde van Spanje |
| ---- | ---------------- | ------------------- | ---------------- |
| 2007 |                  |                     |                  |
| 2008 | 98e              |                     |                  |
| 2009 |                  |                     |                  |
| 2010 | 91e              |                     |                  |
| 2011 | 138e             |                     |                  |
| 2012 |                  |                     | 140e             |
| 2013 | 113e             |                     | 111e             |
| 2014 |                  |                     |                  |
| 2015 | buiten tijd      |                     |                  |

| Jaar | Milaan-San Remo | Gent-Wevelgem | Ronde van Vlaanderen | Ronde van Lombardije | Clásica San Sebastián |  | Wereldranglijsten |
| ---- | --------------- | ------------- | -------------------- | -------------------- | --------------------- |  | ----------------- |
| 2007 | 92e             |               |                      |                      |                       |  |                   |
| 2008 | 49e             |               |                      |                      |                       |  |                   |
| 2009 |                 |               |                      |                      |                       |  |                   |
| 2010 |                 | 28e           | 73e                  |                      |                       |  | 217e (UWK)        |
| 2011 | 71e             | 14e           | opgave               |                      |                       |  |                   |
| 2012 |                 | 97e           |                      |                      | 59e                   |  |                   |
| 2013 |                 |               |                      |                      |                       |  |                   |
| 2014 |                 |               |                      | opgave               |                       |  |                   |
| 2015 | opgave          |               | opgave               |                      |                       |  |                   |

## Ploegen
- 2006 –  Ceramica Panaria-Navigare
- 2007 –  Ceramica Panaria-Navigare
- 2008 –  CSF Group-Navigare
- 2009 –  CSF Group-Navigare
- 2010 –  Liquigas-Doimo
- 2011 –  Liquigas-Cannondale
- 2012 –  Liquigas-Cannondale
- 2013 –  Cannondale Pro Cycling
- 2014 –  Androni Giocattoli-Venezuela (vanaf 27-5)
- 2015 –  Androni Giocattoli-Sidermec
- 2016 –  Androni Giocattoli-Sidermec